# Multicast
Multicast (również multiemisja) – sposób przesyłania pakietów danych, w którym dane są wysyłane jednokrotnie do jednego bądź do wielu miejsc docelowych. Odbiorcy są widziani dla nadawcy jako pojedynczy grupowy odbiorca (host group) dostępny pod jednym adresem dla danej grupy multicastowej. Multicast różni się od unicastu zasadą działania i wynikającą stąd efektywnością. W transmisji multicastowej po każdym łączu sieciowym dystrybuowana informacja jest przekazywana jednokrotnie, podczas gdy w unicastowej dystrybucji informacji do n odbiorców po niektórych łączach biorących udział w transmisji komunikat może być w najgorszym razie przesyłany nawet n razy. Wynika to z tego, że w transmisji unicastowej każdy komunikat ma przypisany dokładnie jeden adres docelowy, który identyfikuje jednoznacznie jeden węzeł sieci. Tak więc nawet jeśli dany komunikat po drodze do dwóch różnych węzłów sieci wykorzystuje to samo łącze, wysłane muszą zostać dwa niezależne komunikaty (o tej samej treści i innym adresie docelowym). W transmisji multicastowej unika się wielokrotnego wysyłania tego samego komunikatu do wielu odbiorców (na przykład dzięki adresowaniu grupowemu, tzn. posługiwaniu się adresami, które nie identyfikują pojedynczych węzłów sieci, lecz ich grupy).
Największe oszczędności łącza typ multicast oferuje tam, gdzie rozmiary komunikatów są największe, czyli na przykład w transmisjach telekonferencyjnych, przesyłaniu sygnału radiowego i telewizyjnego.